# Ciumakî, Petropavlivka
Ciumakî (în ucraineană Чумаки) este un sat în comuna Dmîtrivka din raionul Petropavlivka, regiunea Dnipropetrovsk, Ucraina.

## Demografie
Componența lingvistică a localității Ciumakî
     Ucraineană (96,44%)
     Rusă (1,62%)
Conform recensământului din 2001, majoritatea populației localității Ciumakî era vorbitoare de ucraineană (96,44%), existând în minoritate și vorbitori de rusă (1,62%) și armeană (1,62%).